# Sidneya

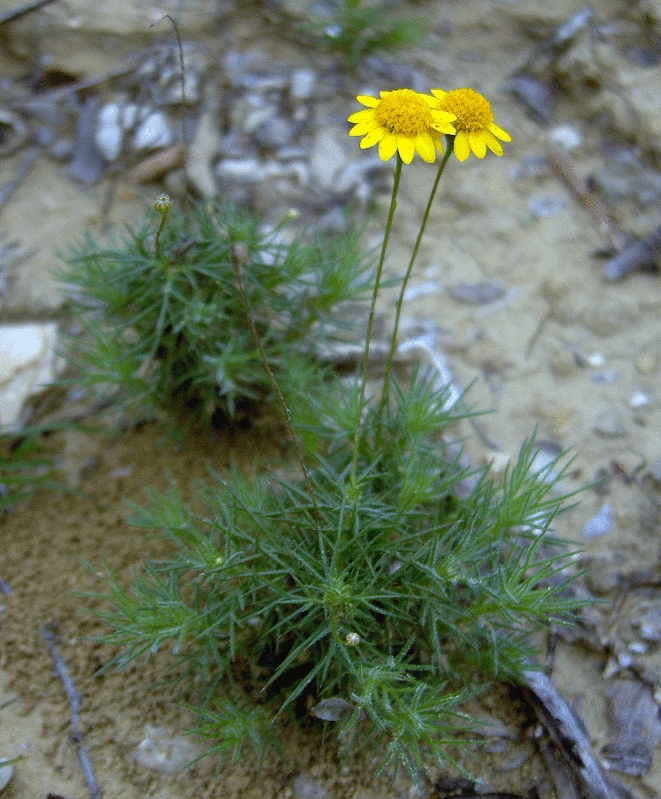
Uma Sidneya

Sidneya é um género de plantas com flores pertencentes à família Asteraceae.
A sua distribuição nativa é do centro-sul dos EUA até ao México e em El Salvador.
Espécies:
- Sidneya pinnatilobata (Sch.Bip.) E.E.Schill. & Panero
- Sidneya tenuifolia (A.Gray) E.E.Schill. & Panero